# Juan Hohberg
Juan Eduardo Hohberg (Córdoba, 1926. június 19. – Lima, 1996. április 30.), egykori argentin születésű uruguayi válogatott labdarúgó, edző.
Az uruguayi válogatott tagjaként részt vett az 1954-es világbajnokságon.
Az 1970-es világbajnokságon az uruguayi válogatott szövetségi kapitánya volt.

## Sikerei, díjai

### Játékosként
Peñarol
- Uruguayi bajnok (7): 1949, 1951, 1953, 1954, 1958, 1959, 1960
- Copa Libertadores győztes (1): 1960

Egyéni
- Az uruguayi bajnokság gólkirálya (2): 1951 (17 gól), 1953 (17 gól)

### Edzőként
Sport Boys
- Perui bajnok (1): 1972

Universitario
- Perui bajnok (1): 1974

Alianza Lima
- Perui bajnok (2): 1977, 1978

## Külső hivatkozások
- Juan Hohberg – a FIFA adatbázisában
- Juan Hohberg Archiválva 2015. április 2-i dátummal a Wayback Machine-ben – world-football-legends.co.uk